# Martin Trévières
Martin Trévières de son vrai nom Teichner, né le 10 octobre 1924 à Paris et mort le 25 mai 1992 dans cette même ville, est un acteur français. Le rôle qui l'a fait connaître du grand public est celui de César Birotteau, en 1977, dans la série télévisée française Histoire de la grandeur et de la décadence de César Birotteau.

## Biographie
Ses parents, émigrés hongrois, sont, son père, tailleur, et sa mère, couturière. Ils lui font apprendre pendant six ans l'orfèvrerie et il obtient dans cette spécialité un certificat d'aptitude avec la mention bien.
À 17 ans, il est champion de poids et haltères. Vendeur de glaces à la Foire du Trône la journée, le soir il est figurant au théâtre. Il est aussi vendeur de bonbons, poseur de parquets et veilleur de nuit.
Connu comme acteur sous le nom de Michel Trévières, il décide en 1966 de changer de prénom et se fait dorénavant appeler Martin Trévières.
Il est le parolier de plus de 200 chansons.

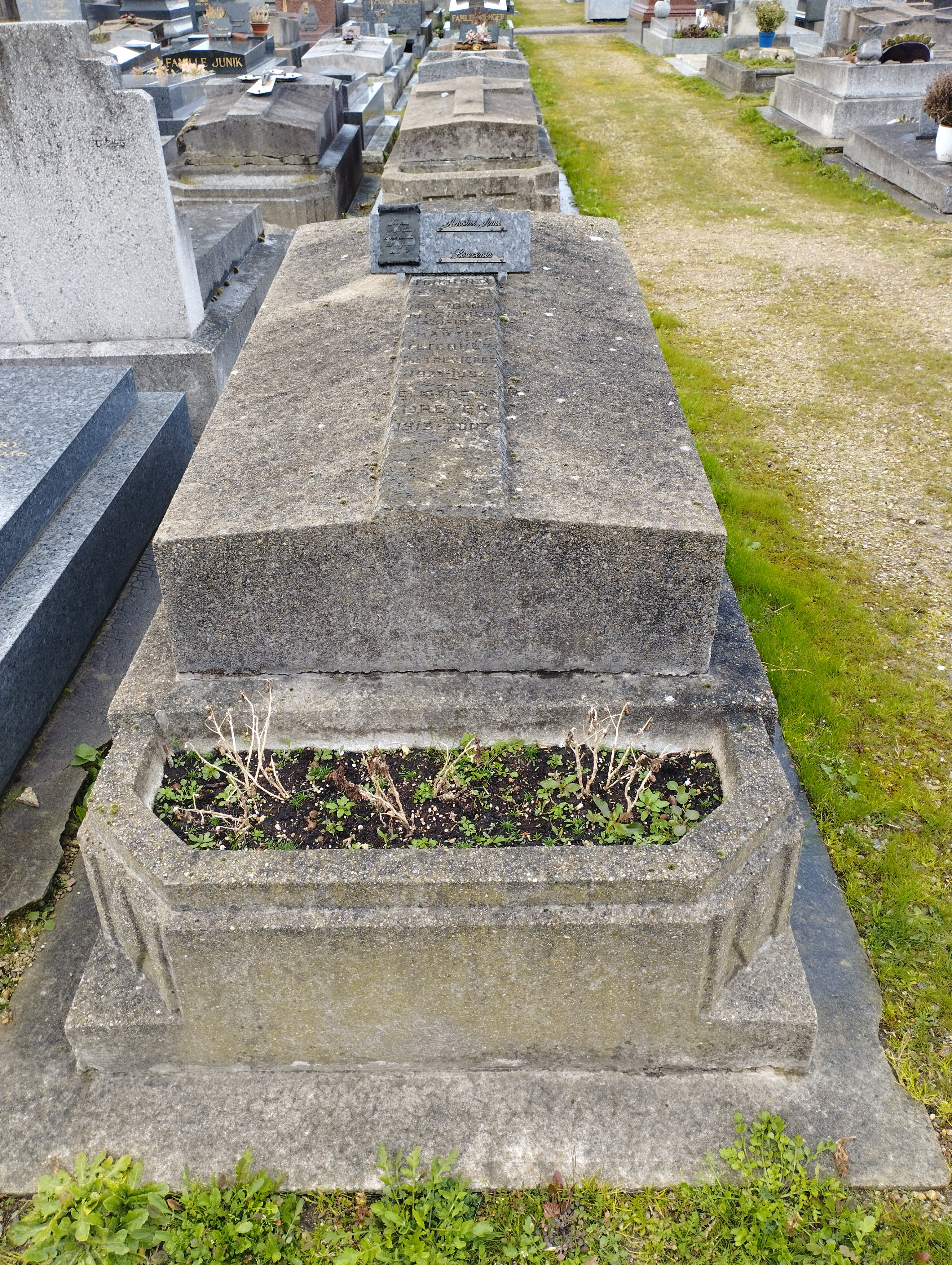
Tombe de Martin Trévières au cimetière Sud de Saint-Mandé.

Marié à Josette, il a deux fils : Nicolas (né en 1965) et Mathias (né en 1967).
Il est inhumé au cimetière sud de Saint-Mandé (division 8).

## Filmographie

### Cinéma
- 1954 : Le Rouge et le Noir : un des distilleurs
- 1967 : Le Désordre à vingt ans : lui-même
- 1970 : Dossier prostitution de Jean-Claude Roy : un trafiquant
- 1974 : Les Gaspards
- 1974 : La Soupe froide : Marius
- 1974 : Les Doigts dans la tête : le patron
- 1977 : La Menace : Belloc
- 1981 : Les Uns et les Autres

### Télévision
- 1958 : En votre âme et conscience :  Le procès du docteur Castaing de Claude Barma
- 1958 : En votre âme et conscience :  L'Affaire de Villemomble de Claude Barma
- 1958 : En votre âme et conscience, épisode : Un combat singulier ou l'Affaire Beauvallon de Jean Prat
- 1960 : En votre âme et conscience :  La Chambre 32 de Claude Barma
- 1963 : Le Chevalier de Maison-Rouge : municipal
- 1964 : La Terreur et la Vertu : Danton - Robespierre de Stellio Lorenzi
- 1965 : Belphégor ou le Fantôme du Louvre
- 1967 : Les Habits noirs (roman de Paul Féval), feuilleton télévisé de René Lucot : le forgeron
- 1967 : Le Tribunal de l'impossible - Épisode La Bête du Gévaudan d'Yves-André Hubert : Grassat
- 1967 : En votre âme et conscience, épisode : L'Affaire Dumollard de  Jean Bertho
- 1967 : En votre âme et conscience, épisode : L'Affaire Daurios ou le Vent du Sud de  Guy Lessertisseur
- 1967 : Salle n° 8 de Robert Guez et Jean Dewever : un patient qui parle de sa famille (ép. 15)
- 1968 :  Sarn de Claude Santelli : Huglet
- 1969 : Les Enquêtes du commissaire Maigret de René Lucot, épisode : La Maison du juge : Polyte
- 1969 : Jacquou le Croquant : un gendarme
- 1969 : En votre âme et conscience, épisode : L'Affaire Deschamps ou la reconstitution de  Jean Bertho
- 1969 : Le Tribunal de l'impossible, série, épisode Le Sabbat du Mont d'Etenclin de Michel Subiela
- 1969 : Que ferait donc Faber ? (série) réal. par  Dolorès Grassian
- 1970 : Adieu Mauzac, de Jean Kerchbron. Le téléfilm relate l’évasion du camp de Mauzac du 16 juillet 1942 ; Martin Trévières joue le rôle d’Albert Rigoulet.
- 1971 : Les Nouvelles Aventures de Vidocq, épisode Les Crimes de Vidocq de Marcel Bluwal
- 1973 : La Ligne de démarcation - épisode 1 : Raymond, de Robert Mazoyer (série télévisée) : Boulanger
- 1973 : Joseph Balsamo : un déménageur
- 1974 : La Folie des bêtes : René Lantier
- 1974 : L'Hiver d'un gentilhomme : Guilhen
- 1974 : Madame Bovary, de Pierre Cardinal (téléfilm)
- 1974 : Le Tribunal de l'impossible (TV) - épisode Agathe ou L'avenir rêvé de Yves-André Hubert et Michel Subiela : Pierre
- 1974 : Madame Baptiste : le chef de fanfare
- 1975 : Les Enquêtes du commissaire Maigret (série télévisée) épisode La Guinguette à deux sous de René Lucot
- 1975 : L'Homme sans visage : Duvallier
- 1977 : Rossel et la Commune de Paris : Boyer
- 1977 : Les fusils sont arrivés : M. Vincent
- 1977 : Histoire de la grandeur et de la décadence de César Birotteau : César Birotteau
- 1978 : Les Enquêtes du commissaire Maigret, épisode : Maigret et l'Affaire Nahour de René Lucot : Dr. Pardon
- 1979 : Médecins de nuit de Pierre Lary, épisode : Les Margiis (série télévisée)
- 1981 : Sans famille : Maître Porion
- 1981 : Au bon beurre : le patron de la coutellerie
- 1983 : Les Enquêtes du commissaire Maigret de René Lucot (série télévisée), épisode : Maigret s'amuse : Dr. Pardon
- 1984 : Irène et Fred
- 1985 : Les Enquêtes du commissaire Maigret, série, épisode Maigret et le client du samedi de Pierre Bureau : patron du dancing
- 1988 : Les Enquêtes du commissaire Maigret, épisode : La Pipe de Maigret de Jean-Marie Coldefy
- 1988 : Les Enquêtes du commissaire Maigret, épisode : La Vieille Dame de Bayeux, téléfilm de Philippe Laïk

## Théâtre
- 1965 : Le Goûter des généraux : le Général Korkiloff
- 1977 : La nuova colonia : Nuccio d'Alagna